# Тутыги
Тутыги — деревня в Юрьянском районе Кировской области в составе Ивановского сельского поселения.

## География
Находится на расстоянии примерно 10 километров на восток-юго-восток от районного центра поселка Юрья.

## История
Известна с 1746 года, когда здесь было учтено 44 жителя. В 1873 году было отмечено дворов 16 и жителей 136, в 1905 30 и 269, в 1926 44 и 261, в 1950 43 и 148 соответственно. В 1989 году оставалось 34 жителя.

## Население
Постоянное население  составляло 20 человека (русские 100%) в 2002 году, 9 в 2010.